# Cimenná
Cimenná é um município da Eslováquia, situado no distrito de Bánovce nad Bebravou, na região de Trenčín. Tem 3,6 km² de área e sua população em 2018 foi estimada em 97 habitantes. Foi citado pela primeira vez em documento oficial no ano de 1484.

## Demografia
| Ano:        | 1994 | 2004   | 2014    | 2024   |
| ----------- | ---- | ------ | ------- | ------ |
| Broj ljudi: | 84   | 83     | 94      | 100    |
| Razlika:    |      | -1,19% | +13,25% | +6,38% |

| Ano:               | 2023 | 2024   |
| ------------------ | ---- | ------ |
| Número de pessoas: | 101  | 100    |
| Diferença:         |      | -0,99% |